# Dawsonia limbata
Dawsonia limbata là một loài rêu trong họ Polytrichaceae. Loài này được Dixon mô tả khoa học đầu tiên năm 1922.